# Willia
Willia là một chi rêu trong họ Pottiaceae.